# John Jackson
John Jackson (Paisley, Renfrewshire, 11 de fevereiro de 1887 — 9 de dezembro de 1958) foi um astrônomo escocês.

## Prémios e honrarias
- 1952 - Medalha de Ouro da Royal Astronomical Society[1]